# 長野県立中野立志館高等学校
もしかして
- 長野県中野立志館高等学校

ではありませんか？